# Orochelidon
Orochelidon és un dels gèneres d'ocells, de la família dels hirundínids (Hirundinidae).

## Llistat d'espècies
Segons la classificació del Congrés Ornitològic Internacional (versió 13.2, 2023), aquest gènere conté 3 espècies:
- Orochelidon flavipes - oreneta de peus clars.
- Orochelidon murina - oreneta ventrebruna.
- Orochelidon andecola - oreneta andina.